# 第1潜艇区舰队
第1潜艇区舰队（1. Unterseebootflottille）是第二次世界大战期间纳粹德国战争海军的一支部队，为U艇兵种中的前线区舰队之一。它是由第一次世界大战后德国成立的第一支潜艇区舰队——“韦迪根”潜艇区舰队（U-Flottille „Weddigen“）于1940年1月1日重组而成，驻地最初设于基尔，自1941年6月迁至德占法国的布雷斯特。1944年9月，第1区舰队解散，所属艇具被编入其它区舰队。

## 历史及编成

### “韦迪根”区舰队

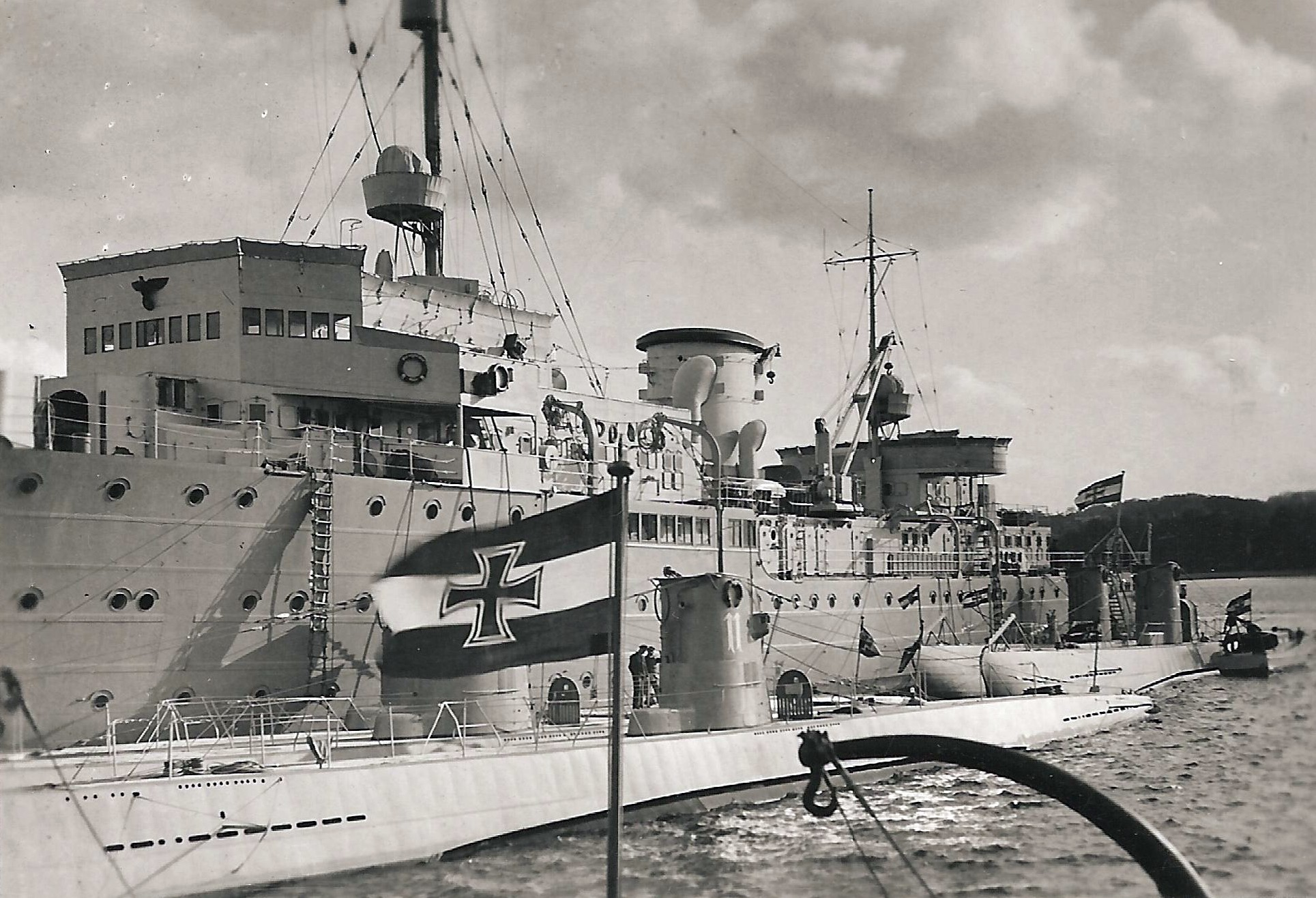
潜艇母舰与U-10、U-11、U-8和U-9号

韦迪根潜艇区舰队于1935年9月27日在基尔成立，得名于一战王牌艇长奥托·韦迪根——他曾率领U-9号潜艇于1914年9月22日独力完成击沉阿布基尔号、乌格号和克雷西号三艘英国巡洋舰的壮举。区舰队首任司令、海军中校卡尔·邓尼茨解释了该名称的原因如下：“我们韦迪根潜艇区舰队的官兵必须继承这位英雄的遗志，作为新式武器的先驱者和领导者，他通过勇气和技巧给敌人造成了第一次严重伤害”。该区舰队的组建标志着德国海军用U艇重整军备的开始。起初，区舰队由六艘潜艇组成，包括U-7、U-8、U-9、U-10、U-11和U-12号，以及一艘鱼雷艇和潜艇母舰萨尔号。

### 第1区舰队
1940年，潜艇部队进行了改革和重组。既有的六支前线区舰队被合并成三支，其中韦迪根区舰队改称第1区舰队，并接收了来自原洛斯区舰队和埃姆斯曼区舰队的部分潜艇。
| 潜艇    | 所属             | 备注                 | 潜艇    | 所属             | 备注                             |
| ------- | ---------------- | -------------------- | ------- | ---------------- | -------------------------------- |
| U-7号   | 至1940年6月      | 主要作教学艇         | U-8号   | 至1937年10月     | 主要作教学艇                     |
| U-9号   | 至1940年6月      | 1939年秋作教学艇     | U-10号  | 至1937年10月     | 主要作教学及备用艇               |
| U-11号  | 至1940年11月     | 仅作教学艇           | U-12号  | 至1939年         | 前线及备用艇，同时配属洛斯区舰队 |
| U-13号  | 至1940年5月      | 始终作前线艇         | U-14号  | 至1939年         | 同时配属洛斯区舰队               |
| U-15号  | 至1940年1月      | 始终作前线艇         | U-16号  | 至1939年         | 同时配属洛斯区舰队               |
| U-17号  | 至1939年10月     | 后转编培训区舰队     | U-18号  | 至1936年11月     | 后转编洛斯区舰队                 |
| U-19号  | 至1940年4月      | 后转编培训区舰队     | U-20号  | 至1940年4月      | 同时配属洛斯区舰队至1939年       |
| U-21号  | 至1940年6月      | 期间曾归属洛斯区舰队 | U-22号  | 至1940年3月      | 同时配属洛斯区舰队至1939年       |
| U-23号  | 至1940年6月      | 亦作备用艇至1939年   | U-24号  | 至1940年4月      | 同时配属洛斯区舰队至1939年       |
| U-56号  | 1940年1月至10月  | 原配属埃姆斯曼区舰队 | U-57号  | 1940年1月至10月  | 沉没，后转编至第22区舰队         |
| U-58号  | 1940年1月至12月  | 原配属埃姆斯曼区舰队 | U-59号  | 1940年1月至12月  | 原配属埃姆斯曼区舰队             |
| U-60号  | 1940年1月至12月  | 原配属埃姆斯曼区舰队 | U-61号  | 1940年1月至12月  | 原配属埃姆斯曼区舰队             |
| U-62号  | 1940年2月至9月   | 原配属埃姆斯曼区舰队 | U-63号  | 1940年1月至2月   | 1月曾作教学艇                    |
| U-137号 | 1940年6月至12月  | 后转编第22区舰队     | U-138号 | 1940年6月至12月  | 后转编第22区舰队                 |
| U-139号 | 1940年7月至10月  | 仅作训练艇           | U-140号 | 1940年8月至12月  | 后转编第22区舰队                 |
| U-141号 | 1940年8月至10月  | 仅作训练艇           | U-142号 | 1940年9月至10月  | 仅作训练艇                       |
| U-143号 | 1940年9月至11月  | 仅作训练艇           | U-144号 | 1940年10月至12月 | 仅作训练艇，后转编第22区舰队     |
| U-145号 | 1940年10月至12月 | 仅作训练艇           | U-146号 | 1940年10月至12月 | 仅作训练艇                       |
| U-147号 | 1940年12月       | 仅作训练艇           | U-149号 | 1940年11月至12月 | 仅作训练艇，后转编第22区舰队     |
| U-150号 | 1940年2月至12月  | 后转编第22区舰队     |         |                  |                                  |

### 移驻布雷斯特

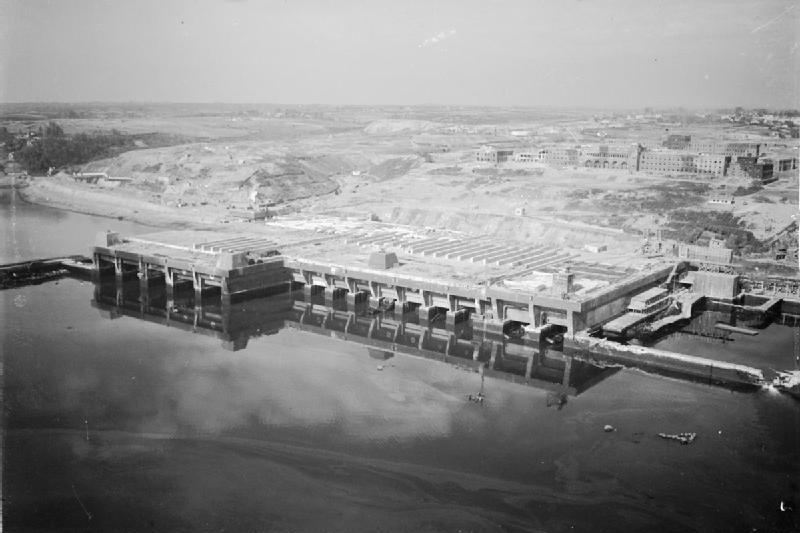
布雷斯特的德国潜艇暗堡（1944年8月）

通过吞并法国大部分领土，战争海军获得了进入法国港口的权限。在停战谈判开始之前，已升任U艇总司令的邓尼茨便在威廉港装载了一列配有鱼雷、备件、人员和其他设备的列车发往法国。他本人则在停战协定签署仅五天后就抵达了法国北部的大西洋沿岸。尽管战争海军总司令、海军元帅埃里希·雷德尔曾公开表示支持布雷斯特作为舰队的主要基地，但邓尼茨却选择了洛里昂，在他看来，那里受到破坏的机会更小，而布列塔尼海军司令洛塔尔·冯·阿尔诺·德·拉·佩里耶也认为洛里昂更为合适。最初，布雷斯特被开发为水面部队的基地，但随后从1941年6月开始，它成为U艇基地，同时成为第1潜艇区舰队的母港，相关人员也搬入了该军港的前法国海军学校。1940年11月，托特组织负责人弗里茨·托特访问了法国大西洋港口，并与德国海军代表团协商，确定了要建造的潜艇暗堡的位置。首先建造的是布雷斯特潜艇修藏坞，然后在港口西岸的前海军航空站原址上建造了一个潜艇暗堡。
| 潜艇    | 所属                  | 备注                 | 潜艇    | 所属                   | 备注                                   |
| ------- | --------------------- | -------------------- | ------- | ---------------------- | -------------------------------------- |
| U-79号  | 1941年3月至9月        | 后转编第23区舰队     | U-80号  | 1941年4月              | 后转编第26区舰队                       |
| U-81号  | 1941年4月至11月       | 作训练艇至6月        | U-83号  | 1941年2月至12月        | 作训练艇至5月                          |
| U-84号  | 1941年4月至1943年8月  | 作训练艇至1941年8月  | U-86号  | 1941年9月至1943年11月  | 原配属第5区舰队                        |
| U-116号 | 1942年2月至10月       | 作训练艇至4月        | U-117号 | 1942年2月至10月        | 后转编第11区舰队                       |
| U-201号 | 1941年1月至1943年2月  | 作训练艇至1941年4月  | U-202号 | 1941年3月至1943年6月   | 作训练艇至1941年6月                    |
| U-203号 | 1941年2月至1943年4月  | 作训练艇至1941年5月  | U-204号 | 1941年3月至10月        | 作训练艇至5月                          |
| U-208号 | 1941年9月至12月       | 原配属第5区舰队      | U-213号 | 1942年1月至4月         | 后转编第9区舰队                        |
| U-263号 | 1942年11月至1944年1月 | 原配属第8区舰队      | U-301号 | 1942年10月至12月       | 后转编第29区舰队                       |
| U-331号 | 1941年3月至10月       | 作训练艇至7月        | U-336号 | 1942年12月至1943年10月 | 原配属第5区舰队                        |
| U-353号 | 1942年10月            | 转运途中沉没         | U-354号 | 1942年10月             | 未移驻布雷斯特                         |
| U-371号 | 1941年3月至10月       | 作训练艇至6月        | U-372号 | 1941年4月至12月        | 作训练艇至7月                          |
| U-374号 | 1941年9月至12月       | 后转编第29区舰队     | U-379号 | 1942年7月至8月         | 原配属第8区舰队                        |
| U-401号 | 1941年4月至8月        | 作训练艇至7月        | U-405号 | 1942年3月至6月         | 后转编第11区舰队                       |
| U-413号 | 1942年11月至1944年8月 | 原配属第8区舰队      | U-435号 | 1942年1月至1943年7月   | 1942年7月至1943年1月同时配属第11区舰队 |
| U-439号 | 1942年11月至1943年5月 | 原配属第5区舰队      | U-440号 | 1942年9月至1943年5月   | 原配属第5区舰队                        |
| U-441号 | 1942年10月至1944年6月 | 1943年夏天作防空潜艇 | U-456号 | 1942年1月至1943年5月   | 1942年7月至11月同时配属第11区舰队      |
| U-556号 | 1941年2月至6月        | 作训练艇至4月        | U-557号 | 1941年2月至12月        | 后转编第29区舰队                       |
| U-558号 | 1941年2月至1943年5月  | 作训练艇至1941年5月  | U-559号 | 1941年2月至10月        | 后转编第23区舰队                       |
| U-561号 | 1941年3月至1942年1月  | 后转编第23区舰队     | U-562号 | 1941年3月至12月        | 后转编第29区舰队                       |
| U-563号 | 1941年3月至1943年5月  | 作训练艇至1941年6月  | U-564号 | 1941年4月至1943年6月   | 作训练艇至1941年6月                    |
| U-565号 | 1941年4月至12月       | 后转编第29区舰队     | U-566号 | 1941年4月至1943年10月  | 作训练艇至1941年8月                    |
| U-574号 | 1941年6月至12月       | 作训练艇至11月       | U-582号 | 1942年1月至10月        | 原配属第5区舰队                        |
| U-597号 | 1942年7月至10月       | 原配属第8区舰队      | U-599号 | 1942年9月至10月        | 原配属第8区舰队                        |
| U-651号 | 1941年2月至6月        | 作训练艇至6月        | U-653号 | 1942年5月至1944年3月   | 自1942年12月作前线艇                   |
| U-654号 | 1941年11月至1942年8月 | 原配属第5区舰队      | U-656号 | 1942年1月至4月         | 原配属第5区舰队                        |
| U-754号 | 1941年12月至1942年7月 | 原配属第5区舰队      |         |                        |                                        |

### 大西洋潜艇战
据英国海军部估计，1942年初，约有250艘德国潜艇在大西洋执行任务。但实际数量要少得多。战争海军此时合共拥有91艘潜艇，其中五分之一在地中海航行，约6艘在直布罗陀附近航行，还有一些潜艇在斯堪的纳维亚半岛附近航行——最初是4艘，然后到夏天达到12艘。 最终，驻扎在法国的前线区舰队仅有55艘潜艇可用于大西洋潜艇战。1942年1月，其中的33艘潜艇身处造船厂，另有11艘正在前往作战区域或返航途中。海军只能确保11艘艇在作战区域内运行。从1942年7月起，第1潜艇区舰队隶属于西线U艇司令部管辖。
| 潜艇    | 所属                  | 备注                  | 潜艇    | 所属                  | 备注                   |
| ------- | --------------------- | --------------------- | ------- | --------------------- | ---------------------- |
| U-209号 | 1943年3月至5月        | 原配属第6和第11区舰队 | U-225号 | 1943年1月至2月        | 原配属第5区舰队        |
| U-238号 | 1943年8月至1944年2月  | 原配属第5区舰队       | U-243号 | 1944年6月至7月        | 原配属第5区舰队        |
| U-247号 | 1944年6月至9月        | 原配属第5区舰队       | U-268号 | 1943年2月             | 原配属第8区舰队        |
| U-271号 | 1943年6月至1944年1月  | 原配属第8区舰队       | U-276号 | 1944年3月至7月        | 后作工作艇及移动充电站 |
| U-292号 | 1944年5月             | 原配属第8区舰队       | U-304号 | 1943年4月至5月        | 原配属第8区舰队        |
| U-305号 | 1943年3月至1944年1月  | 原配属第8区舰队       | U-306号 | 1943年3月至10月       | 原配属第8区舰队        |
| U-311号 | 1943年12月至1944年4月 | 原配属第8区舰队       | U-392号 | 1943年12月至1944年3月 | 原配属第5区舰队        |
| U-394号 | 1944年4月至9月        | 后转编第11区舰队      | U-396号 | 1944年6月至9月        | 后转编第11区舰队       |
| U-415号 | 1943年4月至1944年7月  | 在港口内触雷          | U-418号 | 1943年5月至6月        | 原配属第8区舰队        |
| U-422号 | 1943年8月至10月       | 原配属第8区舰队       | U-424号 | 1943年10月至1944年2月 | 原配属第8区舰队        |
| U-426号 | 1943年11月至1944年1月 | 原配属第11区舰队      | U-471号 | 1943年11月至1944年4月 | 后转编第29区舰队       |
| U-584号 | 1941年1月至1943年10月 | 原配属第5区舰队       | U-603号 | 1942年12月至1944年4月 | 原配属第5区舰队        |
| U-625号 | 1943年11月至1944年3月 | 原配属第13区舰队      | U-628号 | 1942年12月至1943年7月 | 原配属第5区舰队        |
| U-629号 | 1943年11月至1944年6月 | 原配属第11区舰队      | U-632号 | 1943年1月至1943年4月  | 原配属第5区舰队        |
| U-637号 | 1944年6月至7月        | 未使用                | U-643号 | 1943年7月至10月       | 原配属第5区舰队        |
| U-665号 | 1943年2月至3月        | 原配属第5区舰队       | U-669号 | 1943年6月至9月        | 原配属第5区舰队        |
| U-722号 | 1944年8月至9月        | 未使用                | U-743号 | 1944年7月至9月        | 原配属第8区舰队        |

### 解散
1944年夏末，随着盟军在诺曼底登陆，西线U艇首长、海军上校汉斯-鲁道夫·勒辛将其基地迁往挪威的卑尔根。 此时，作为第1和第9潜艇区舰队驻地的布雷斯特已被盟军包围，被宣布为“堡垒”，由第1区舰队司令、海军少校维尔纳·温特率领德国海军士兵保卫，并以第一区舰队总部、即前海军学校担任指挥所。第9区舰队于8月解散，其司令海因里希·莱曼-维伦布罗克驾驶着修理状况不佳的U-256号前往挪威。9月，第1区舰队也最终解散，仍可运作的潜艇则从布雷斯特转移到卑尔根。

## 历任指挥官
韦迪根潜艇区舰队
- 1935年9月22日－1936年10月12日：海军中校/上校卡尔·邓尼茨
- 1936年10月13日－1937年9月：海军上校奥托·洛伊克
- 1937年10月－1939年9月：海军上尉汉斯-京特·洛夫
- 1939年9月－12月：海军上尉汉斯·埃克曼，同时兼任第3区舰队司令

第1潜艇区舰队
- 1940年1月1日－10月31日：海军少校汉斯·埃克曼
- 1940年11月1日－1942年2月14日：海军少校汉斯·科豪斯
- 1942年2月14日－6月14日：海军少校海因茨·布赫霍尔茨
- 1942年6月15日－1944年9月：海军上尉/中校维尔纳·温特

## 脚注
1. ↑  . U-Boot-Archiv.   [2023-12-24]. （原始内容存档于2024-02-26）.
2. 1 2  . U-Boot-Archiv.   [2023-12-24]. （原始内容存档于2024-02-23）.
3. ↑  Dönitz，第109頁.
4. ↑  Hellwinkel，第54頁.
5. ↑  Hellwinkel，第30–34頁.
6. ↑  Blair，第849–850頁.
7. ↑  Helgason, Guðmundur. . German U-boats of WWII - uboat.net.   [2023-09-18]. （原始内容存档于2020-09-25）.
8. 1 2  Helgason, Guðmundur. . German U-boats of WWII - uboat.net.   [2023-12-25]. （原始内容存档于2023-02-01）.